# Emil Pietzuch
Emil Pietzuch (* 9. März 1899 in Neurode, Breslau; † 1943/1944 in der Sowjetunion) war ein deutscher kommunistischer Funktionär.

## Leben und Tätigkeit
Pietzuch entstammte ärmlichen Verhältnissen. In seiner Jugend erlernte er das Zimmermannshandwerk. In der letzten Phase des Ersten Weltkriegs wurde er zum Kriegsdienst eingezogen.
Um 1920 ließ Pietzuch sich in Berlin nieder. Im August 1922 trat er in die KPD ein. 1924 übernahm er in dieser als Leiter des Zersetzungsapparates (Zieleinrichtungen Reichswehr und Polizei) im Bezirk Berlin-Brandenburg Funktionärsaufgaben. Zum Jahresende 1925 wurde er im Zusammenhang mit dieser Tätigkeit wegen der Verbreitung von antimilitaristischer Propaganda in der Reichswehr und Schutzpolizei verhaftet und vor dem Reichsgericht in Leipzig wegen Vorbereitung zum Hochverrat angeklagt: Im Juni 1926 wurde er für schuldig befunden und zu zweieinhalb Jahren Zuchthaus verurteilt.
Nachdem Pietzuch bereits Mitte 1927 bedingt aus der Haft entlassen worden war, ging er nach Mannheim, wo er Orgleiter der KPD für den Bezirk Baden wurde. 1928 kehrte er nach Berlin zurück, wo er Mitarbeiter in der Gewerkschaftsabteilung des Zentralkomitees der KPD wurde. Im selben Jahr nahm er am VI. Weltkongress der Komintern teil und wurde in verschiedene Kommissionen gewählt. 1929 wurde Pietzuch in die Reichsleitung der Revolutionären Gewerkschafts-Opposition (RGO) aufgenommen.
Im April 1932 kehrte Pietzuch als Orgleiter nach Baden zurück. In den Jahren 1932 und 1933 war er Aspirant auf der Moskauer M-Schule mit dem Decknamen Artur (oder Franz Artur). Anfang 1934 soll er mit dem Aufbau kommunistischer Sabotage- und Terror-Organisation in Deutschland beauftragt worden sein.
1936 verließ Pietzuch Deutschland und ging nach Prag. Dort wurde er unter der Beschuldigung Spionage zum Nachteil der Tschechoslowakei begangen zu haben, festgenommen, jedoch nach kurzer Zeit wieder auf freien Fuß gesetzt. Anfang 1937 kehrte er heimlich nach Berlin zurück, wo er sich an der Vorbereitung gewaltsamer Maßnahmen zur Bekämpfung des NS-Staates beteiligte. Am 2. April 1937 wurde er bei einem Unfall, den er bei der Herstellung von Sprengstoff und dem Bau von Zündvorrichtungen in seiner Wohnung in der Kurfürstenstraße erlitt, durch eine Explosion schwer verletzt. Mit Hilfe von Gesinnungsfreunden gelang es ihm, trotz seiner Verletzungen nach Prag zu entkommen.
Kurz nach der Besetzung der Rumpftschechei – jenem Teil des Tschechoslowakischen Staats, der nach der im Münchener Abkommen vom Herbst 1938 stipulierten Abtretung der Sudetengebiete an das Deutsche Reich (vorerst) noch als unabhängiger Staat fortbestanden hatte – durch die deutsche Wehrmacht im März 1939 flüchtete Pietzuch aus dieser in die Sowjetunion.
Da der nationalsozialistische Polizeiapparat vermutete, dass Pietzuch nach seiner Flucht aus der Tschechoslowakei seinen Aufenthaltsort in Großbritannien genommen habe, wurde er im Frühjahr 1940 vom Reichssicherheitshauptamt auf die von dieser Dienststelle für den Fall einer erfolgreichen Invasion Großbritanniens zusammengestellte Sonderfahndungsliste G.B., ein Verzeichnis von Personen, die bei einer deutschen Besetzung des Landes automatisch und vorrangig von Sondereinheiten der SS verhaftet werden sollte, gesetzt.
In Russland wurde Pietzuch ein Opfer der stalinistischen Säuberungen: Am 22. Juni 1941 wurde er vom NKWD verhaftet und am 4. Dezember 1943 durch das Militärtribunal des Obersten Gerichts zu fünf Jahren Freiheitsentzug verurteilt. Dem Handbuch der Deutschen Kommunisten zufolge starb er während der Haft in einem Gulag-Lager. In der Deutschen Demokratischen Republik wurde sein Schicksal verheimlicht und erklärt, er sei während des Krieges bei München mit einem Fallschirm abgesprungen und von der SS ermordet worden.